# Burg Wiesneck
Burg Wiesneck ist die Ruine einer Höhenburg auf 537 m ü. NN im Ortsteil Wiesneck der Gemeinde Buchenbach im Südschwarzwald im baden-württembergischen Landkreis Breisgau-Hochschwarzwald.

## Lage
Die Ruine liegt im Zartener Becken am Eingang des Höllentals, des Wagensteigtals und des Unteribentals. Die Burg befand sich strategisch günstig an jener Straße, die durch das Tal des Wagensteigbachs auf den Thurner hinaufführte.
Um die Burg hatte sich schon früh der Ort Wiesneck gebildet, der 1837 nach Buchenbach eingemeindet wurde.

## Geschichte

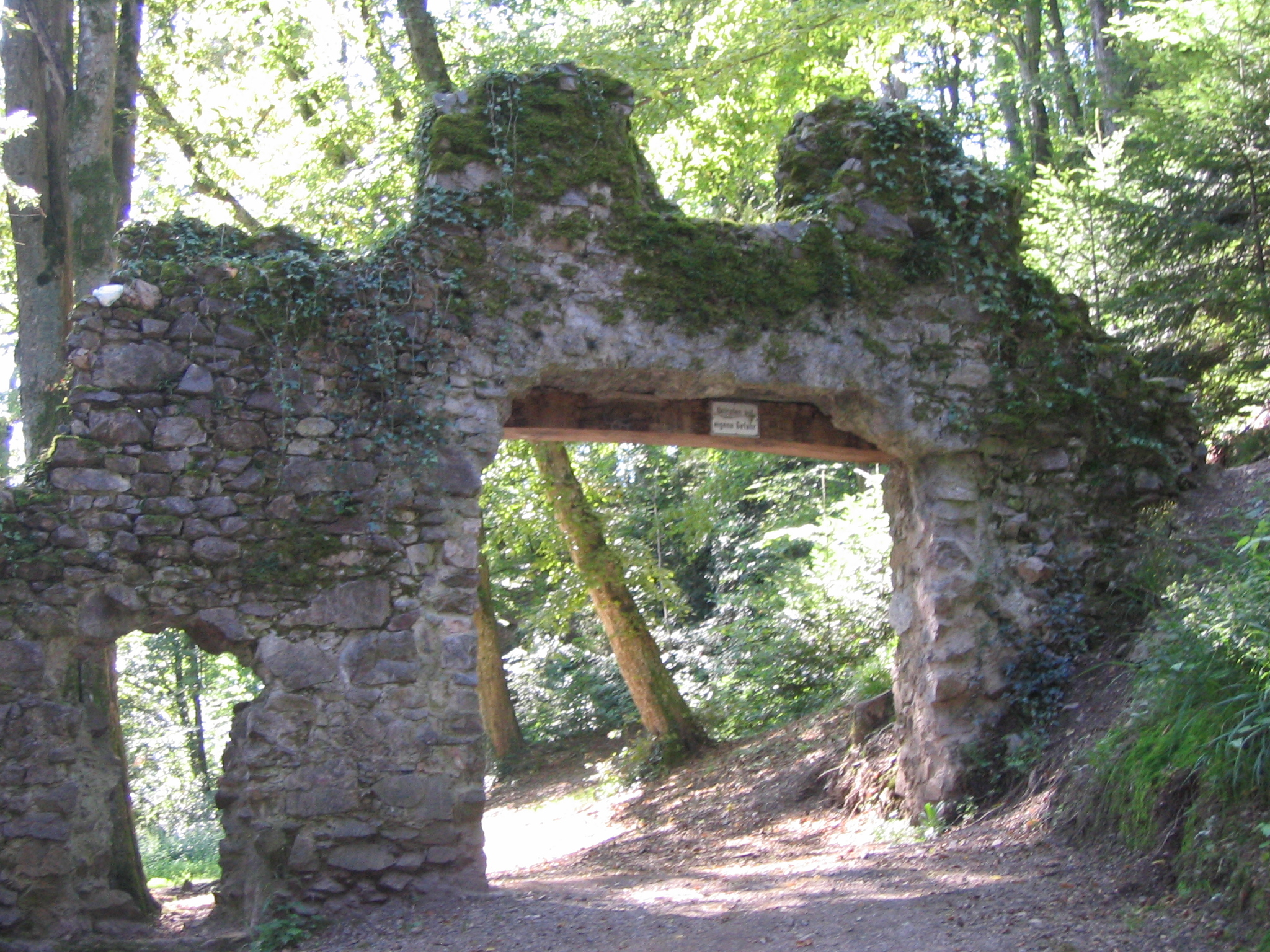
Tor der Unterburg

Die Burg wurde 1079 zum ersten Mal urkundlich erwähnt und war im Besitz der Grafen von Haigerloch. Im Jahr 1096 benannte sich erstmals Graf Adalbert von Haigerloch nach der Burg als von Haigerloch-Wiesneck. Die Burg entstand am Rande des Herrschaftsgebiets der vorherrschenden Zähringer und so entwickelten sich die Burgherren unmittelbar zu deren Konkurrenten.
Im Jahr 1118 gründete Bruno von Haigerloch-Wiesneck das Kloster St. Märgen. Vor 1121 wurde die Burg von den Zähringern zerstört, aber bald wieder aufgebaut. Die Familie der Grafen von Haigerloch-Wiesneck starb um 1170 aus, womit die Burg und der Besitz an die Grafen von Hohenberg fielen, welche die Burganlage 1293 an Burkhard Turner verkauften. Im Jahr 1318 ging die Burg an die Schnewlin von Landeck und 1372 an die Blumenegger. Die Schnewlin von Landeck kauften 1450/51 eine Burghälfte zurück, die andere folgte nach 1460.
Im Bauernkrieg wurde die Burganlage von einem Haufen aufständischer Bauern unter Hans von Bulgenbach überrannt und zerstört, aber schon bald teilweise wiederaufgebaut.
Im Jahr 1577 ging sie an die Freiherren von Sickingen-Hohenburg über. Im Dreißigjährigen Krieg wurde die Burg 1644 von den Franzosen zerstört. In der Folge diente die Burg als Steinbruch für die Umgebung.
Nach dem zwischenzeitlichen Verkauf des Geländes an die Echtwald GmbH ist das Gelände seit 2021 wieder im Besitz des Land- und Forstwirts Nikolaus Freiherr von Gayling-Westphal, Schloss Ebnet.

## Anlage
Von der Burganlage sind abgesehen vom Eingangsbereich heute nur wenige Mauerreste erhalten. Allerdings ist an den Überresten von Vorburg, Hauptburg und Palas noch gut zu erkennen, dass es sich um eine der größeren Burganlagen der Region gehandelt hat.

## Galerie

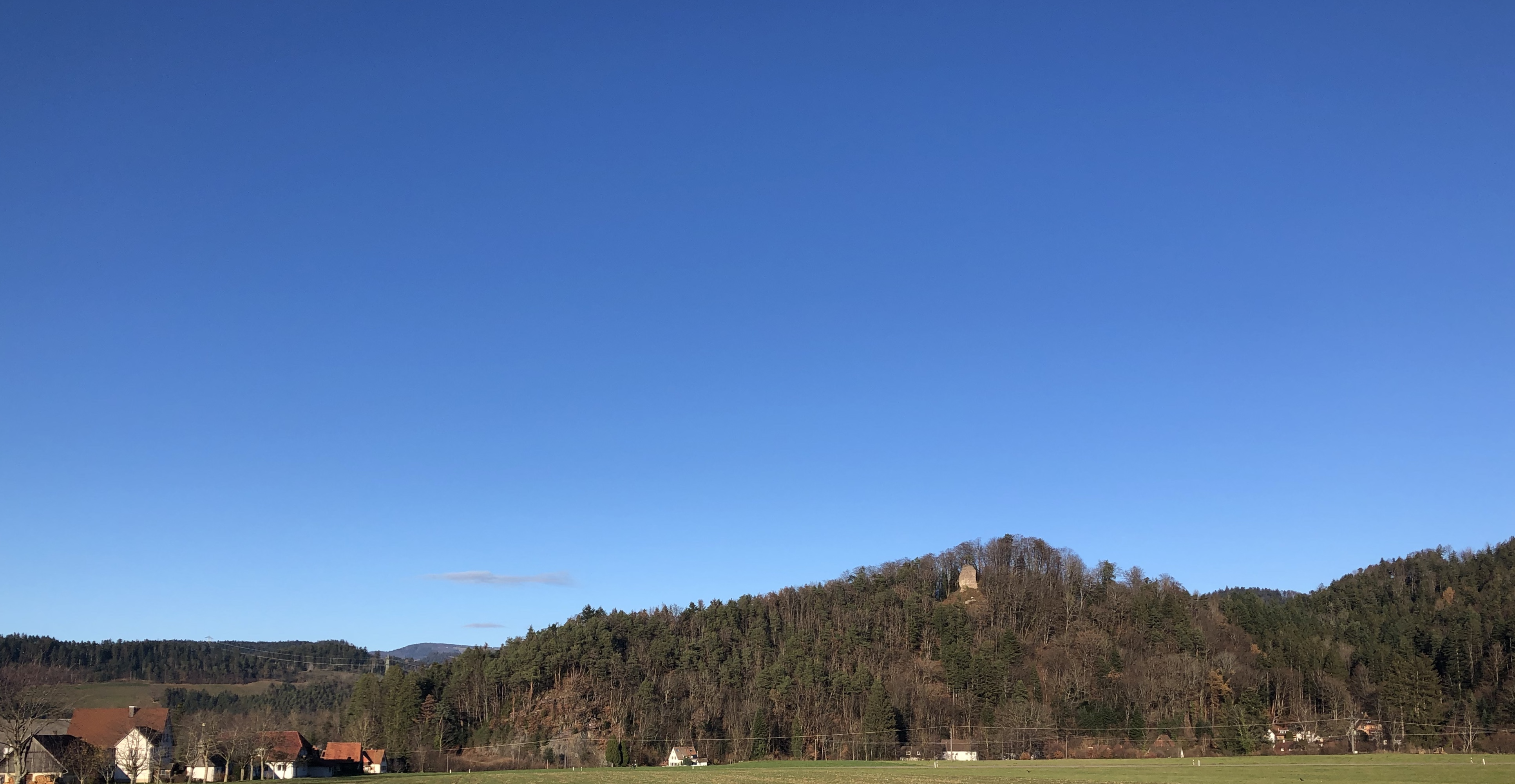
2020 Panorama Kolonie Wiesneck am Fuße der Burgruine
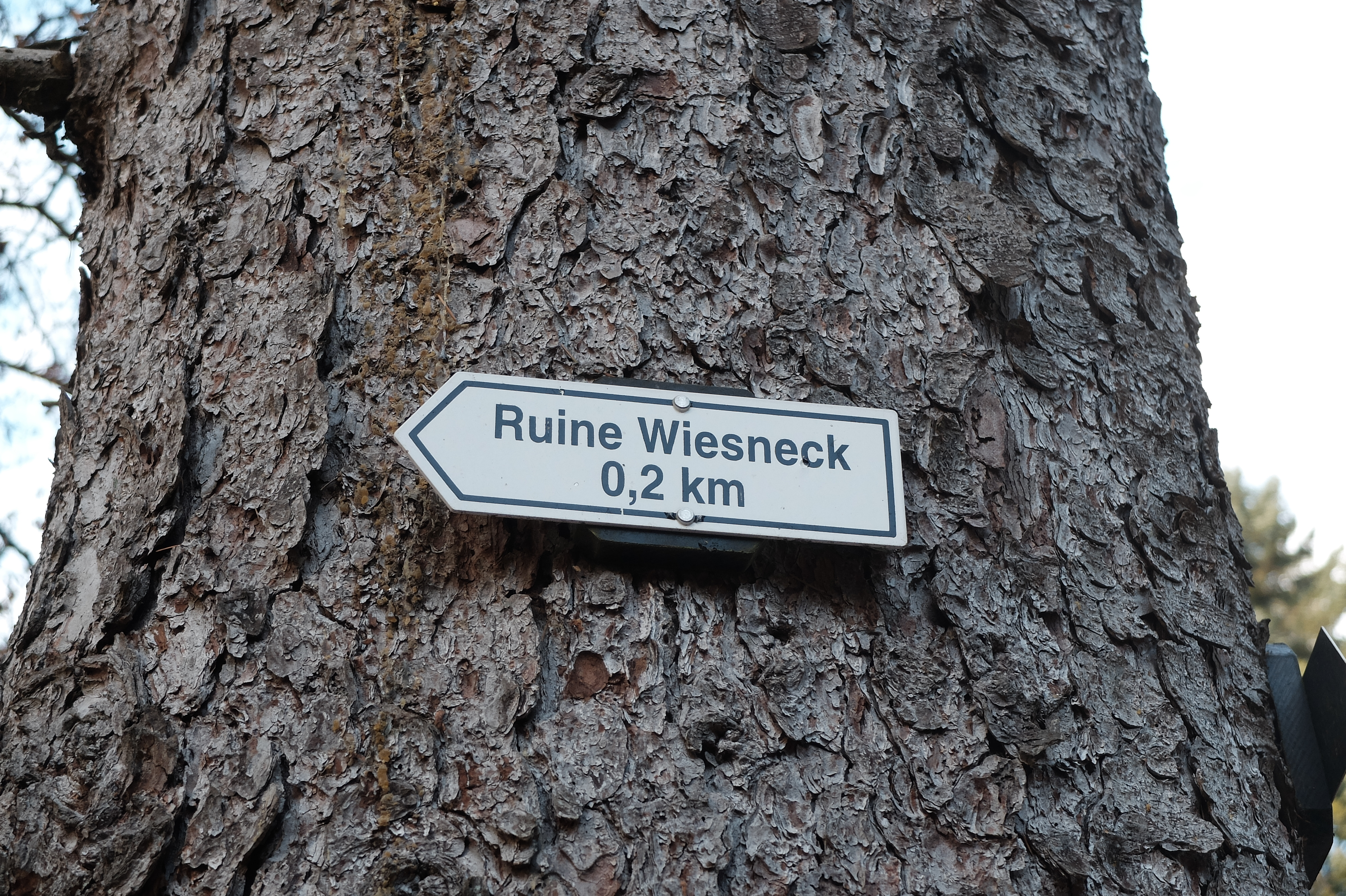
2022 Wegweiser vom Wiesnecksattel
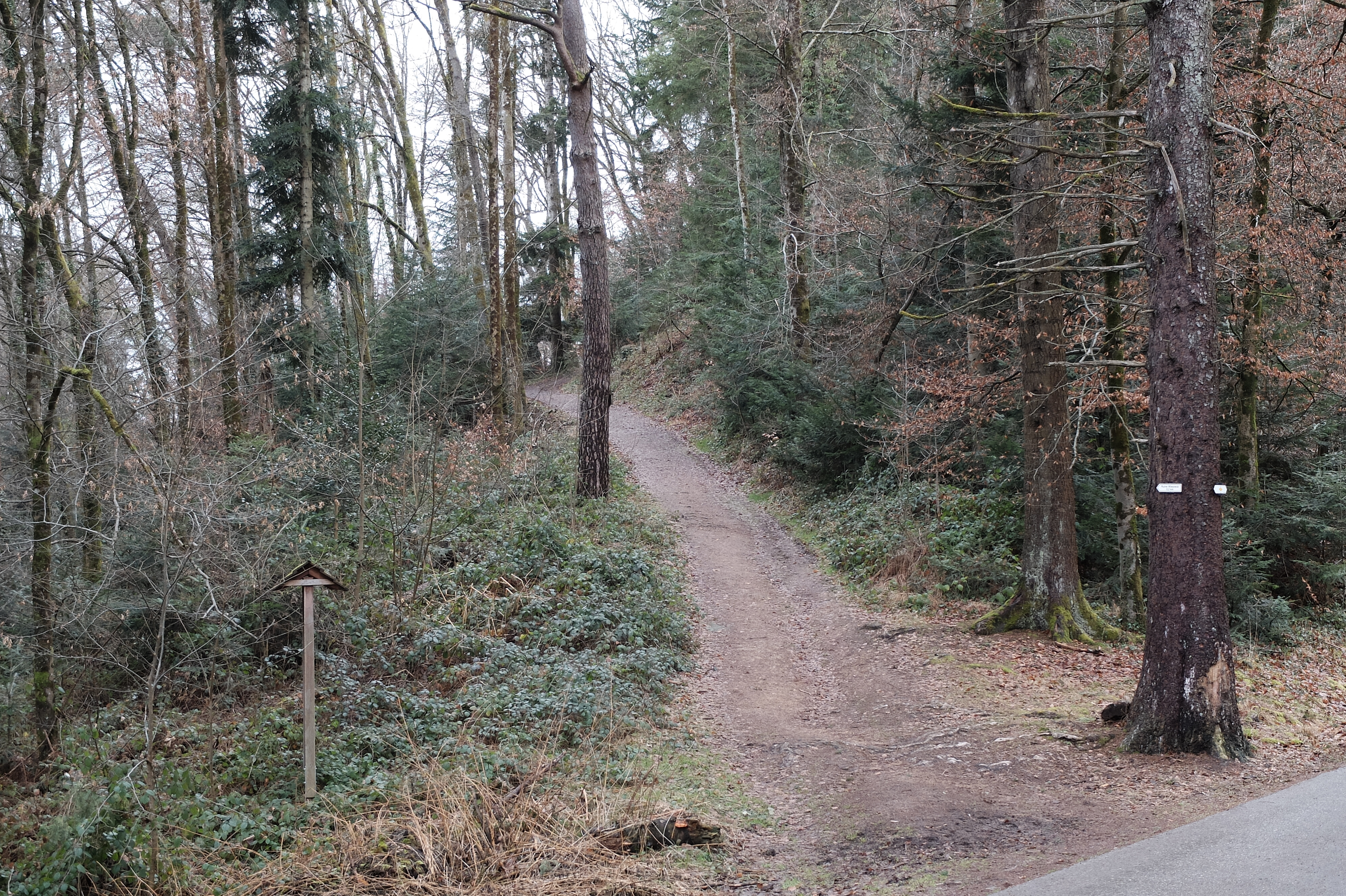
2022 Aufgang vom Wiesnecksattel
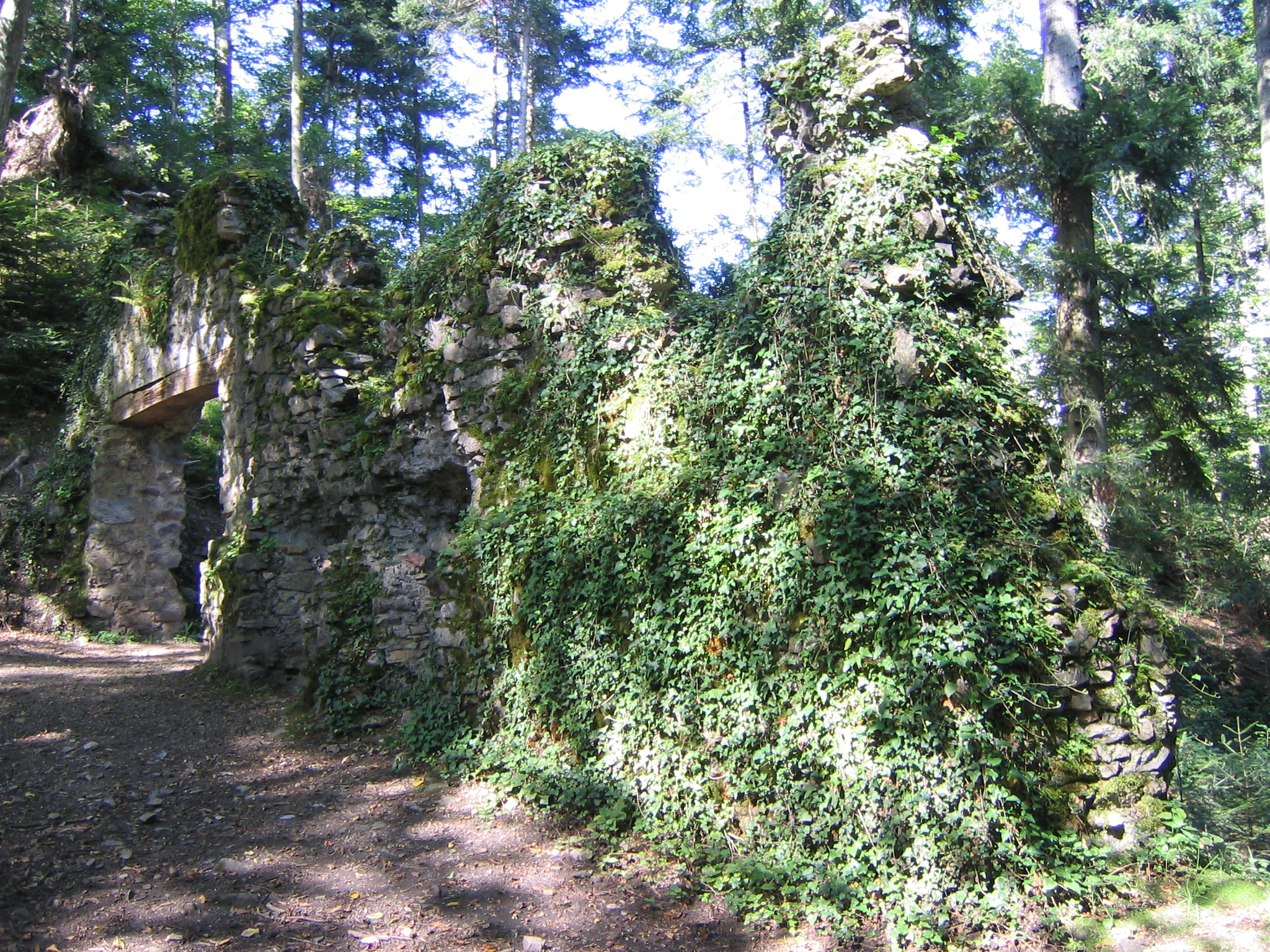
2007 östliche Mauerreste
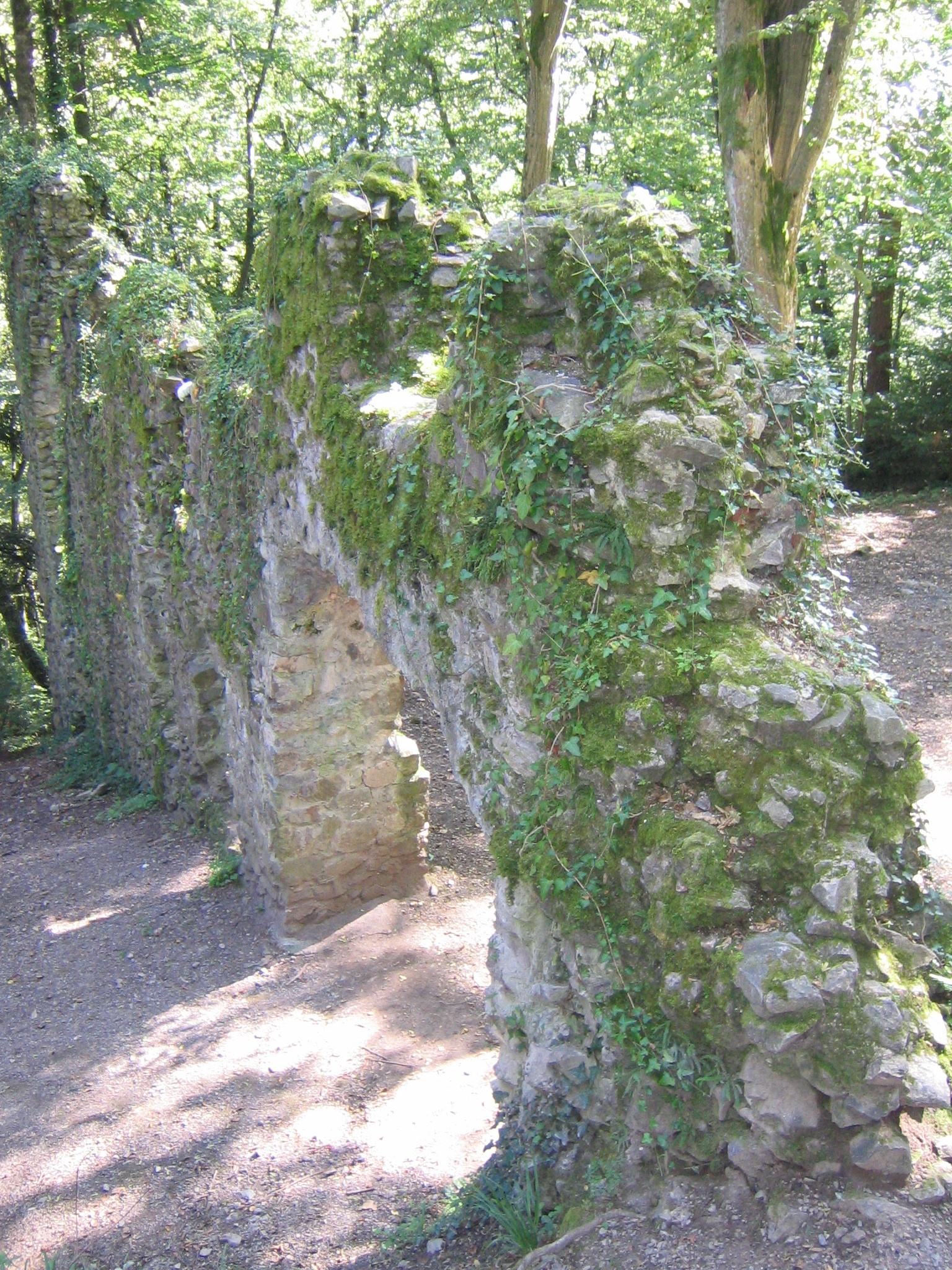
2007 östliche Mauerreste
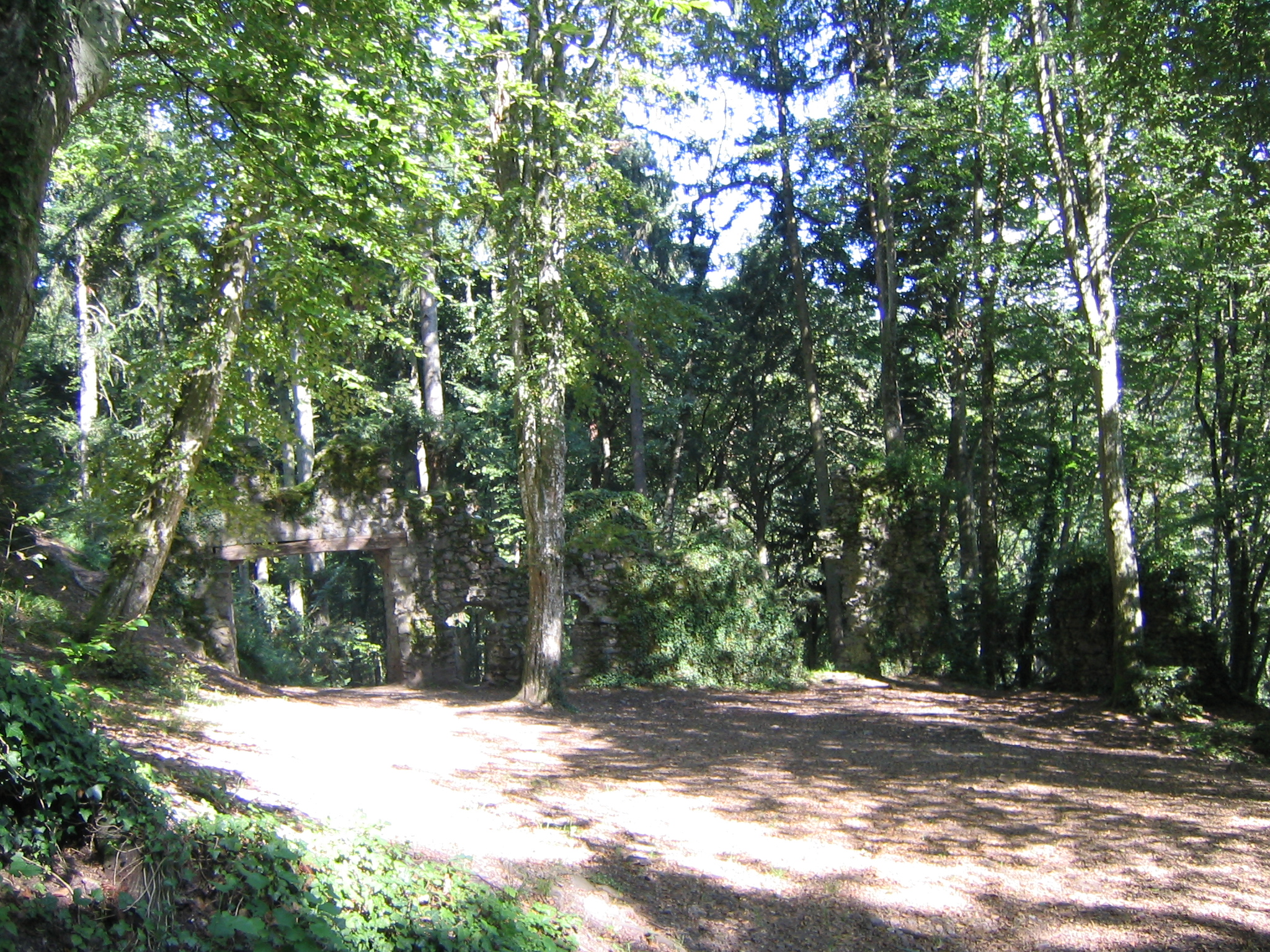
2007 östliche Mauerreste
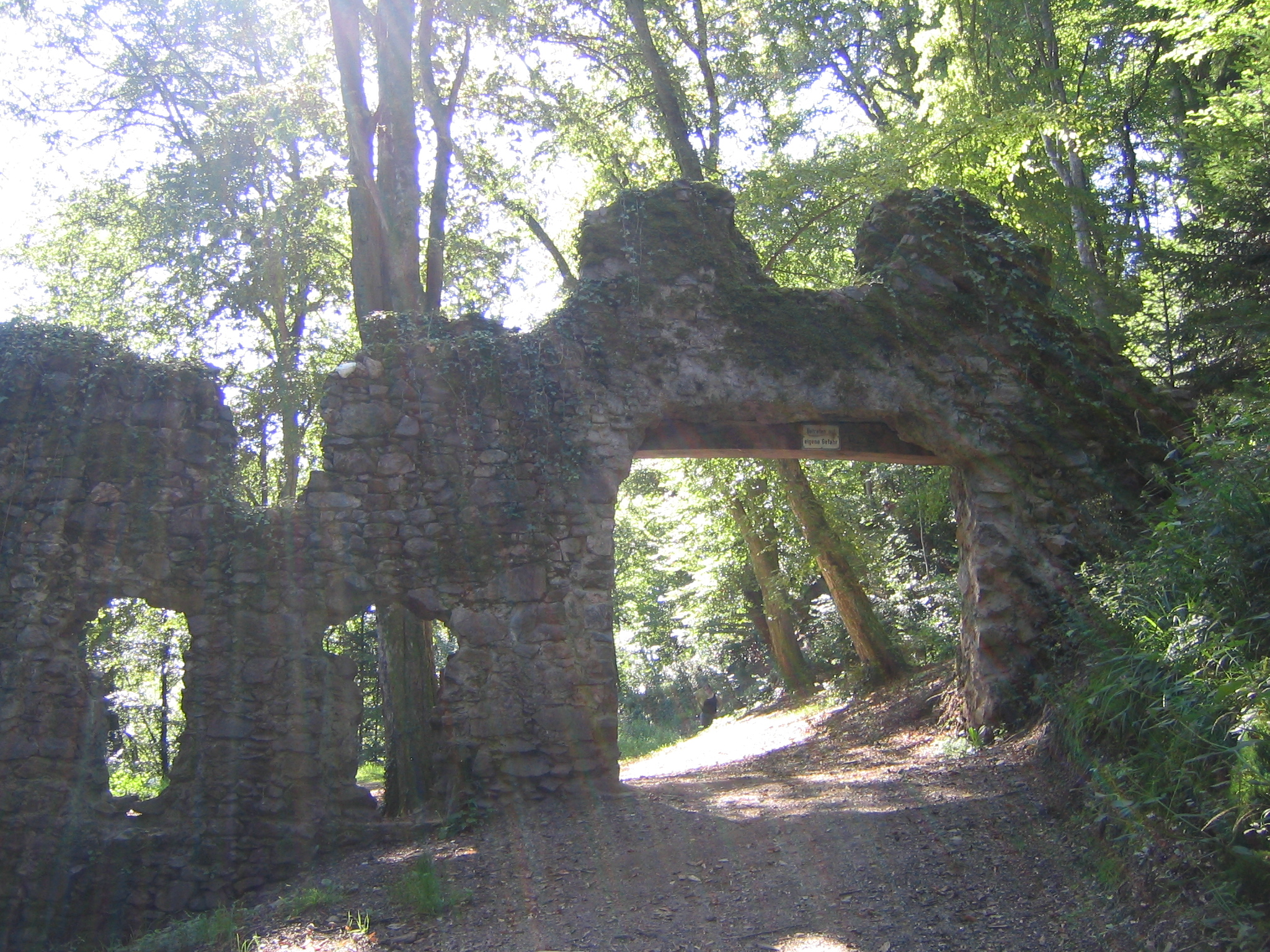
2007 östlicher Eingang vom Wiesnecksattel
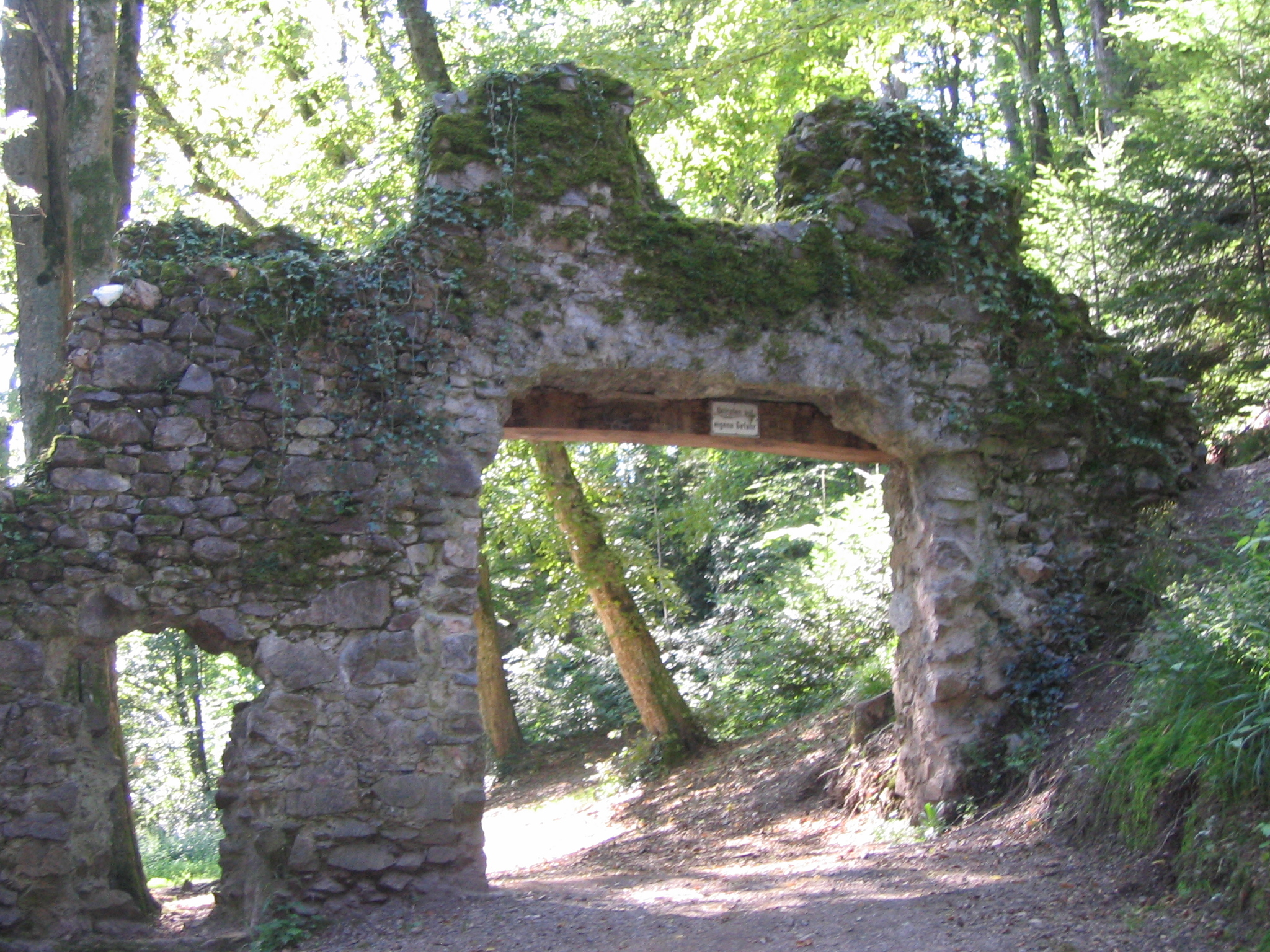
2007 östlicher Eingang
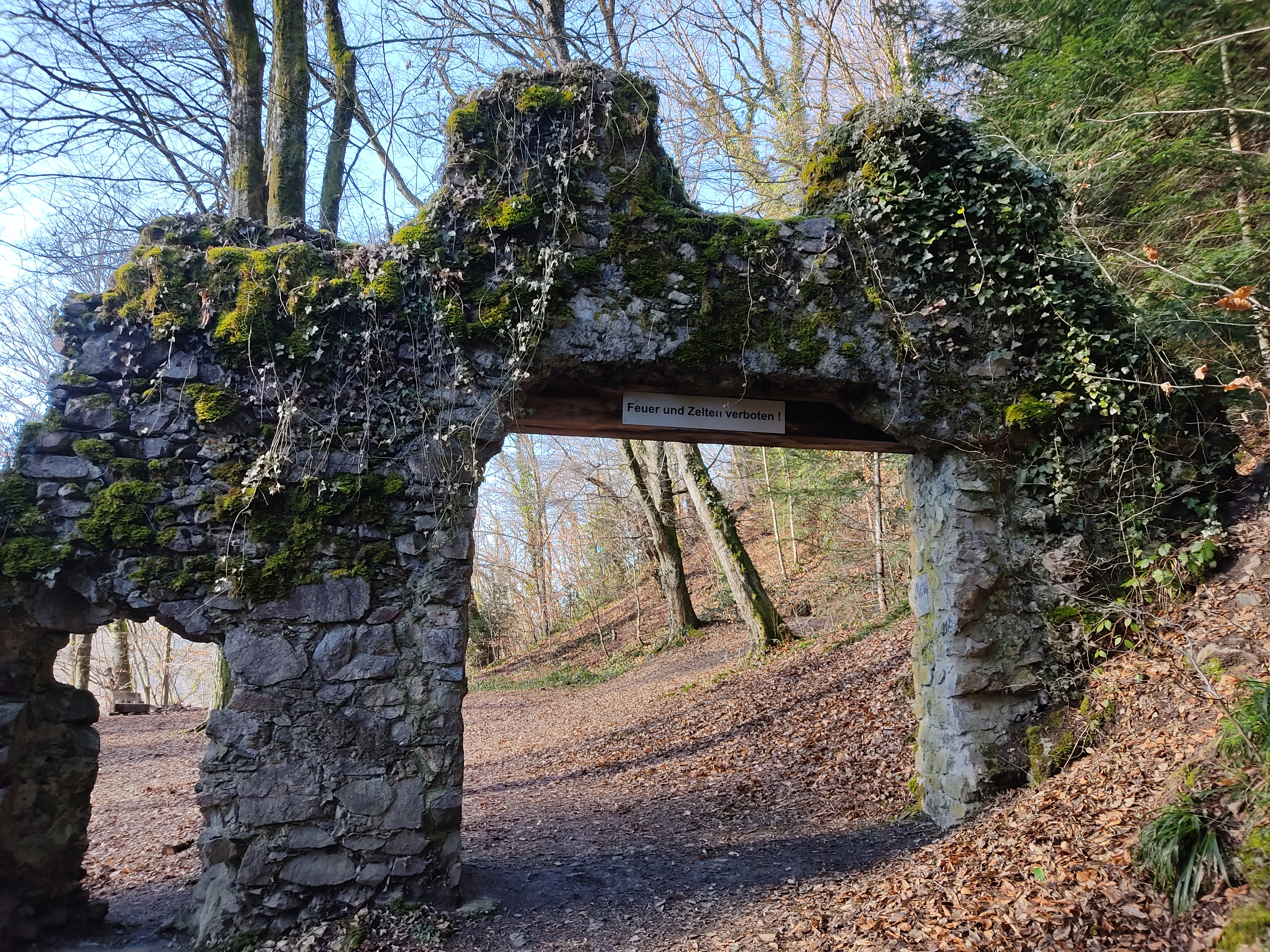
2022 östlicher Eingang
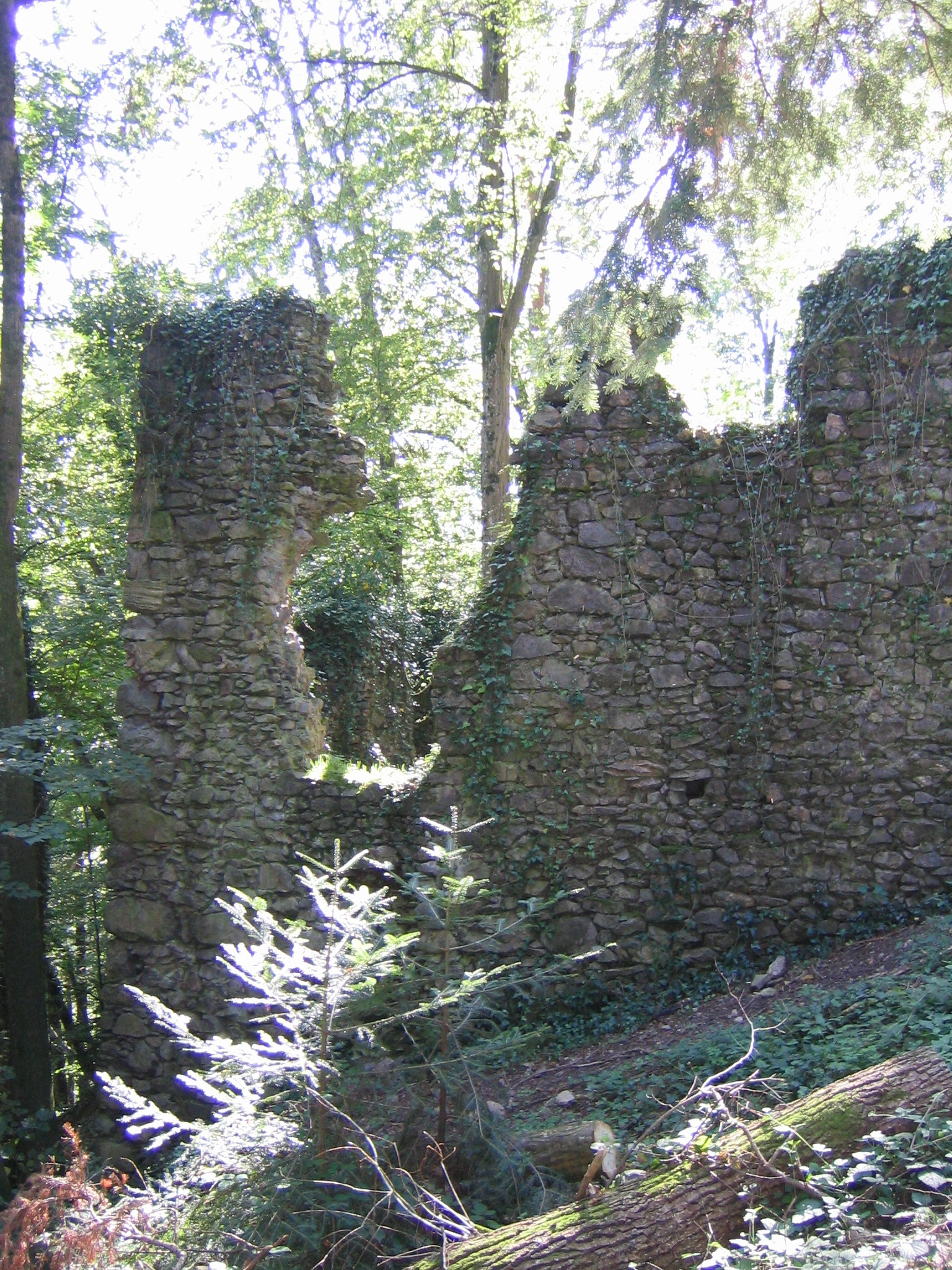
2007 östliche Mauerreste
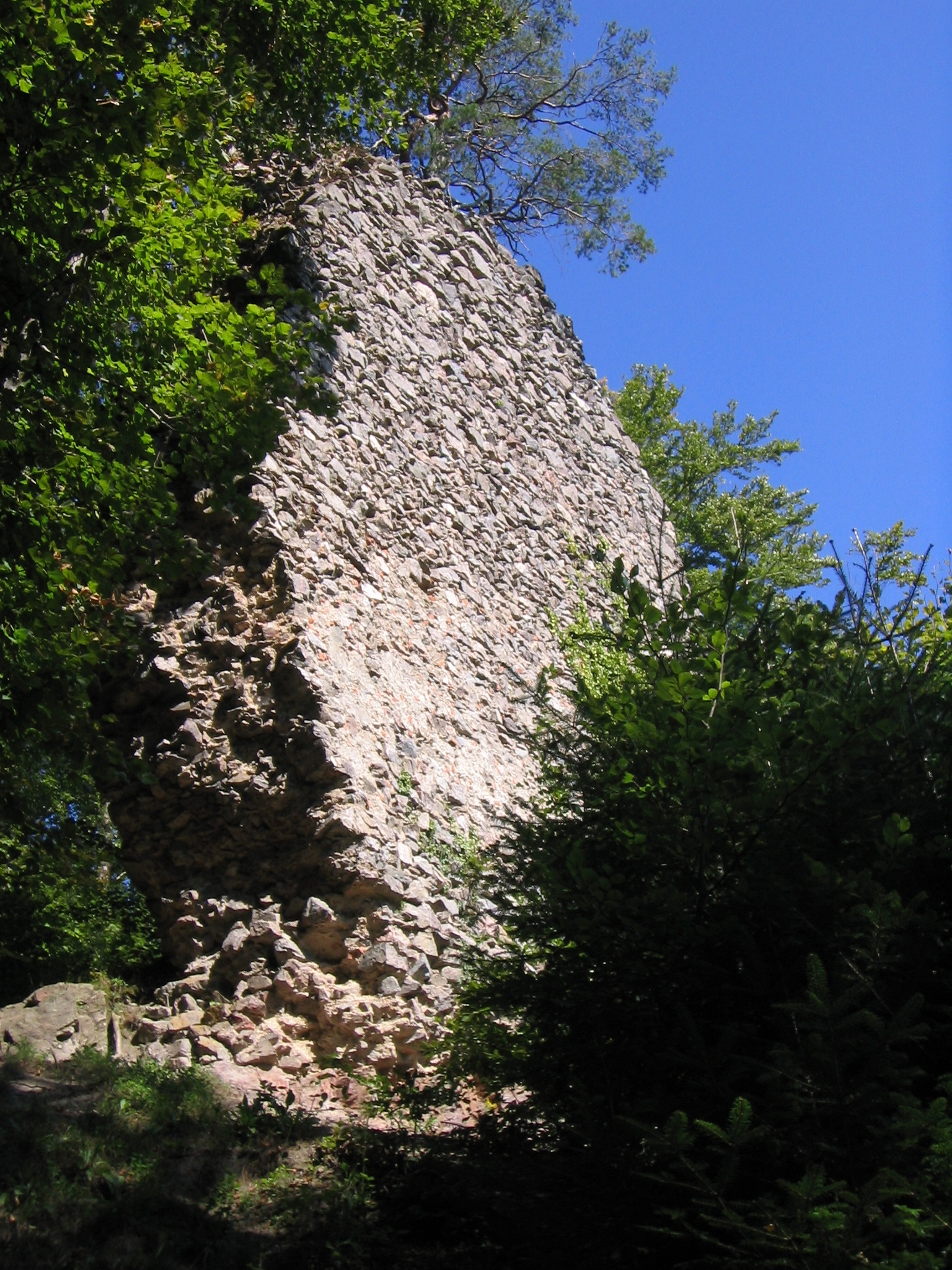
2007 Burgturm
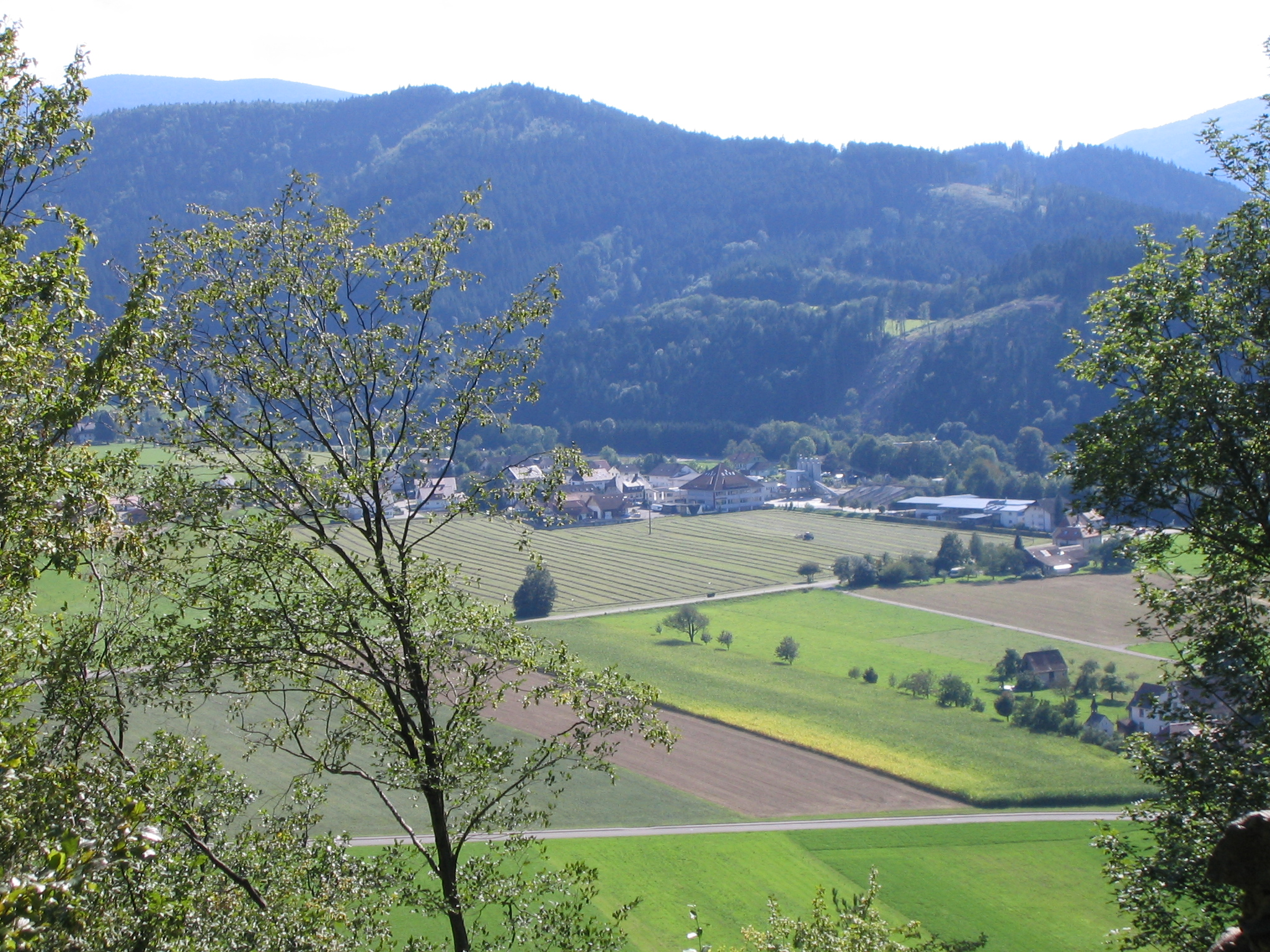
2007 Blick nach Himmelreich
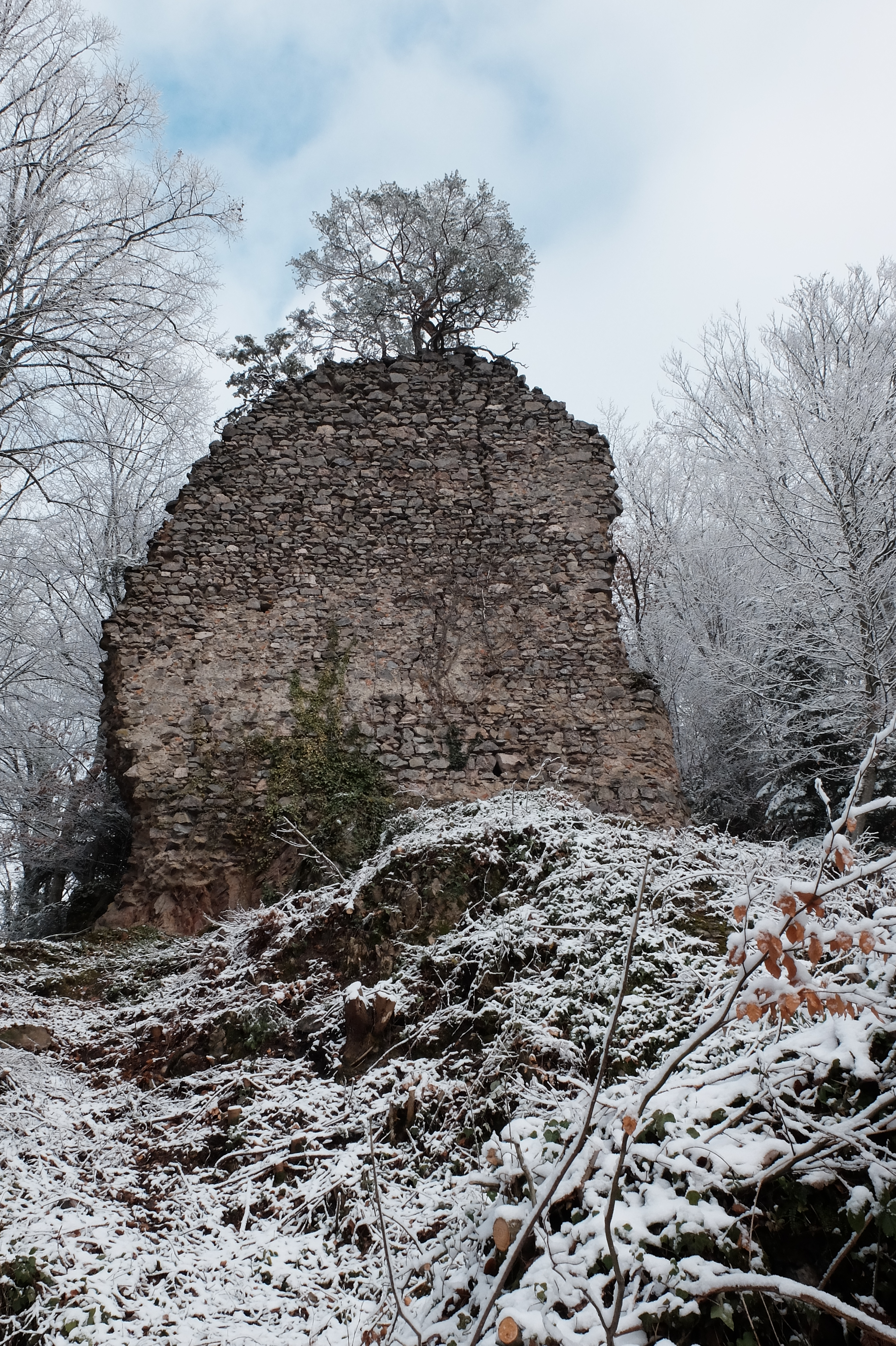
2020 Turm-Mauerreste
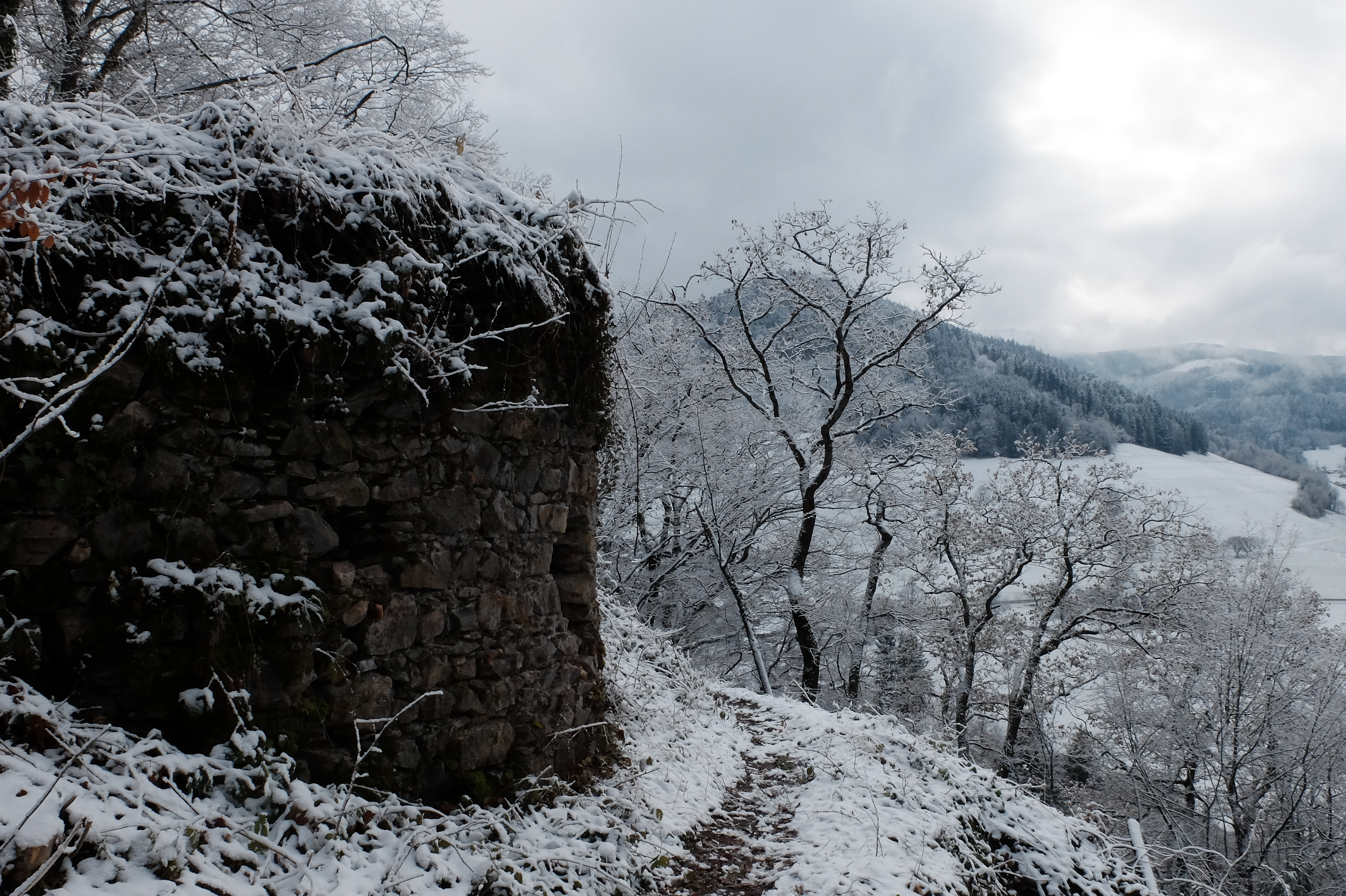
2020 Mauerreste, Blick nach Süden zum Höllental
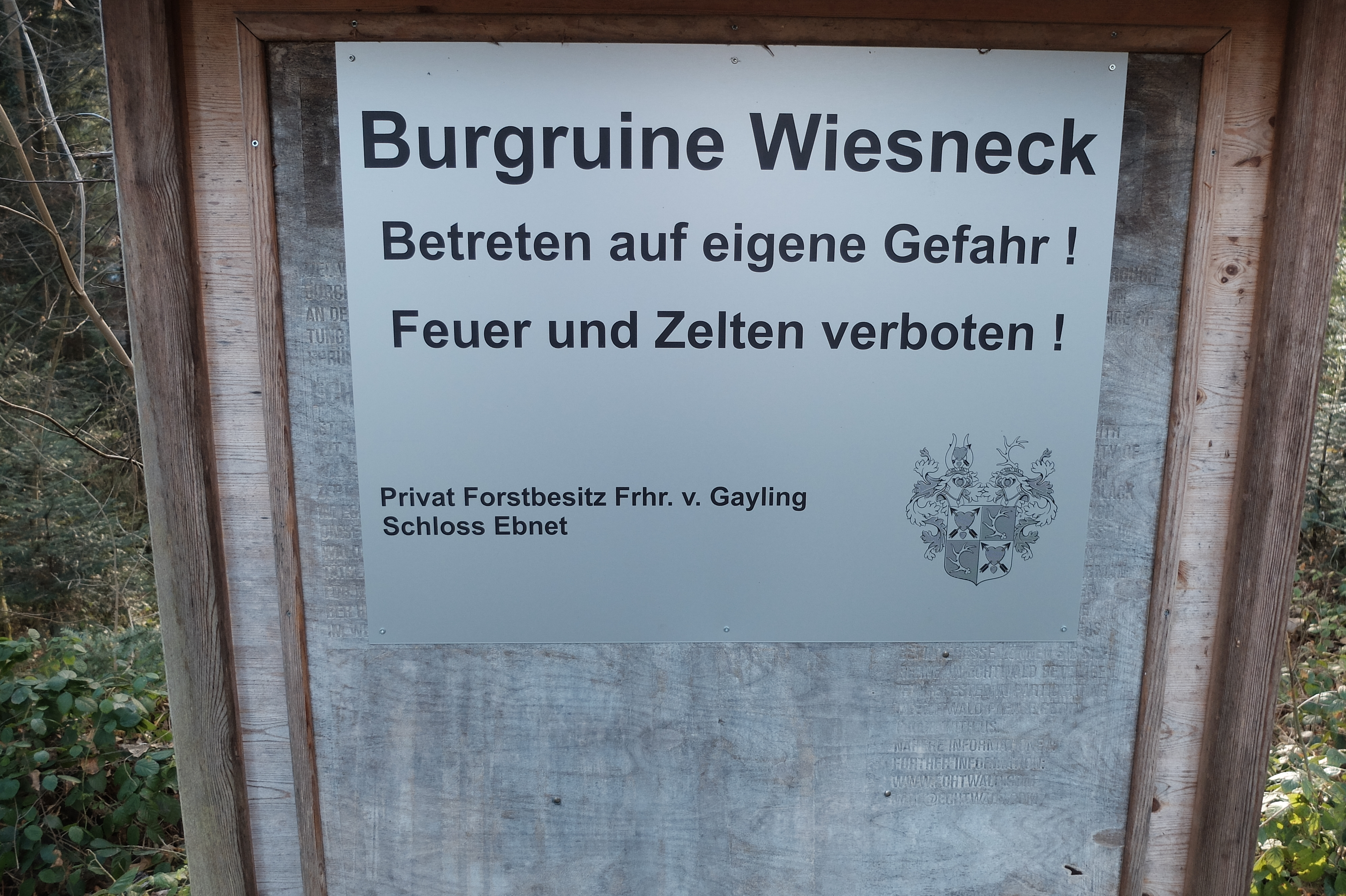
2022 Schild am östlichen Eingang